# Ceylonese goudrugspecht
De Ceylonese goudrugspecht (Chrysocolaptes stricklandi) is soort specht uit het geslacht  Chrysocolaptes.  Het is een endemische vogelsoort uit Sri-Lanka die lang als een ondersoort van de sultanspecht (Chrysocolaptes lucidus) werd beschouwd. Deze vogel is genoemd naar de Engelse ornitholoog Hugh Edwin Strickland.

## Kenmerken
Het is een opvallende, grote specht, 29 tot 30 cm lang. Het mannetje heeft een dieprode kruin met een kuif en daaronder een smalle lichte wenkbrauwstreep waarin donkere kleine stippels. Verder is de specht van boven donkerrood en van onder zwart en wit met een zwarte staart. De snavel is fors, beitelvormig en lichtgeel, romig van kleur. Het oog is lichtgeel, bijna wit, de poten zijn grijs. Het vrouwtje mist het rood op de kop. Haar kop is zwart met lichte stippels.

## Leefgebied
Het is een bosvogel die voorkomt in vochtig gebied met voldoende natuurlijk bos, maar ook in aangeplant bos, kokospalm- en theeplantages in heuvelland tot op 2100 m boven zeeniveau.

## Status
De grootte van de wereldpopulatie is niet gekwantificeerd. De soort gaat in aantal achteruit. Het leefgebied krimpt door voortgaande ontbossing, maar plaatselijk is de vogel nog veel voorkomend. Het tempo van achteruitgang igt onder de 30% in tien jaar (minder dan 3,5% per jaar). Om deze redenen staat de vogel als niet bedreigd op de Rode Lijst van de IUCN.